# 南洋
南洋，字面上的意思是指「南方的海洋」，在漢字文化圈語言各有不同的用法。

## 華語圈
「南洋」一詞自明朝起指南中國海附近之東南亞諸國，包括馬來群島、新加坡和印尼群島，也包括中南半島沿海、中國大陸以南之州省。
南洋概念與西洋、東洋、北洋相對應。西洋指馬六甲海峽以西印度洋地區，還包括歐洲或更遠，清朝起特指歐美國家；東洋特指日本。中國明清時期，以漢族為主的大量移民湧入該區域謀生、定居，成為南洋華人，這個過程叫做「下南洋」。南洋華人曾建立過蘭芳公司等政權。

## 日本
在日本，南洋指日本的南方，特別是太平洋的赤道區域的海洋及島群的總稱。
第一次世界大戰後國際聯盟賦予日本的委任統治地，包括現在的北馬里亞納群島、帛琉、馬紹爾群島、密克羅尼西亞聯邦，總稱「南洋群島」或「南洋諸島」。
上述日本統治的南洋群島，日語又稱為「內南洋」或「裏南洋」。而其他地區，包括密克罗尼西亚岛群的剩餘部分，以及美拉尼西亞、島嶼東南亞，則稱為「外南洋」或「表南洋」。

## 相關
- 南洋廳、南洋群島
- 東洋、北洋、西洋
- 馬來群島、馬來世界
- 南洋水師